# Dispensario farmaceutico
Nel diritto italiano, il dispensario farmaceutico è una struttura, diversa da una normale farmacia, destinata alla distribuzione di medicinali di uso comune e di pronto soccorso già confezionati.
I dispensari possono essere classificati in «annuali» e «stagionali».

## Dispensario annuale
L'apertura del dispensario è autorizzata dalla Regione in assenza di una farmacia prevista in pianta organica e non aperta.
Può essere istituito soltanto nei comuni o frazioni o centri abitati fino a 5 000 abitanti.
Viene affidato al titolare di una farmacia, privata o pubblica, con preferenza per il titolare più vicino. In caso di rinuncia può essere gestito dal Comune. (Art. 6 legge 362 dell'8 novembre 1991) Gode di indennità di residenza e può avere i locali assegnati gratuitamente dal Comune, in questo caso l'ammontare dell'indennità stessa viene ridotta. Il dispensario non è dotato di autonomia gestionale, per cui deve essere condotto come un'unica azienda con la farmacia che lo gestisce.
Il dispensario viene rifornito direttamente dalla farmacia che lo gestisce anche per quanto attiene ai medicinali stupefacenti e psicotropi. In questo caso, il dispensario deve munirsi di un registro di entrata e di uscita distinto da quello in uso nella farmacia che lo gestisce, sul quale vengono trascritti i movimenti di carico (dalla farmacia) e di scarico (dispensazione) dei prodotti soggetti a regime speciale.

## Dispensario stagionale
Può essere autorizzato dalla Regione, in località di interesse turistico (con popolazione fino a 12 500 abitanti), in aggiunta alle farmacie esistenti, tenuto conto dell'incremento della popolazione nella stagione turistica. Nessun criterio di preferenza è fissato per l'affidamento della gestione.

## Riferimenti normativi
- Legge 8 marzo 1968 n. 221 (G.U. n. 80 del 27 marzo 1968)
- Legge 8 novembre 1991 n. 362 (G.U. n.269 del 16 novembre 1991)